# Papa Fabià
Fabià (?, ? - Roma, 20 de gener de 250) va ser papa de Roma del 236 al 250, màrtir i santificat per diverses esglésies cristianes. La seva festivitat se celebra el 20 de gener.

## Biografia
Es desconeixen les dades de naixement, probablement d'origen italià, Fabià era un pagès que es trobava a Roma en el moment de l'elecció del nou bisbe de Roma a la mort d'Anter. Després de l'examen de diverses persones, va aparèixer un colom sobtadament que es va col·locar al cap de Fabià i va recordar a l'assentament de l'Esperit Sant sobre Jesucrist, segons la Bíblia. Això va ser considerat un senyal i tot i que era un desconegut, la seva elecció a la votació va resoldre's per unanimitat. Afirma Eusebi que era un laic i un complet desconegut en els assumptes de l'Església i, tanmateix, Cebrià va dedicar-li un elogi: «un home incomparable, la glòria de la seva mort correspon a la santedat de la seva vida».
Els catorze anys de pontificat se situen una època de pau amb una treva amb l'emperador Felip l'Àrab, que permet el creixement de la comunitat cristiana. El Liber Pontificalis li atribueix la divisió de Roma en set districtes, cadascun dirigit per un diaca, donant una major unitat a l'estructura de l'església romana, a més va nomenar set subdiaques per recollir els Actes dels màrtirs cristians, és a dir, les seves actuacions, igual que havia fet el predecessor de Fabià. També degué tenir influència a la cort romana, car va ser responsable de la construcció de més cementiris, la millora de la Catacumba de Sant Calixt, on va enterrar les restes de Poncià, portat des de Sardenya, i d'Hipòlit de Roma, que havien mort a l'exili.
Se li atribueix també l'enviament de sant Dionís, part dels set apòstols de la Gàl·lia, a la dita regió per dur-ne a terme llur evangelització, encara que aquest fet es considera incert.
La treva va acabar amb la re-promulgació de la persecució amb l'ascens al tron de Deci. L'emperador volgué obligar els cristians a renegar de Crist i va ordenar que realitzessin algun ritual pagà, tot aquell que no ho fes moriria. Fabià va ser una de les primeres víctimes de la persecució. Llavors, es va decidir escollir a Corneli I per a substituir a Fabià en el bisbat de Roma, però la persecució va retardar l'elecció del nou papa durant catorze mesos, fins al març de 251.
Fabià va ser enterrat a la Cripta dels Papes a la Catacumba de Sant Calixt i més tard les seves relíquies es van traslladar a l'església de Sant Sebastià Extramurs. La llosa de la seva primera tomba va sobreviure i va ser descoberta per Giovanni Battista de Rossi el 1850 amb un epitafi grec, el seu cos va ser descobert el 1915.

## Iconografia
Se l'acostuma a representar vestit com a Papa, amb tiara i capa. També porta un bordó amb el remat en forma de creu i, a vegades, el rasclet amb el que va ser martiritzat. En la devoció popular es presenta molt sovint associat amb sant Sebastià, ja que la festivitat d'ambdós es celebra el mateix dia (20 de gener) i tot dos eren invocats contra la pesta.
Obres
- Sant Fabià i sant Sebastià, de Benedetto Bonfigli. Segle xv. (Museu de Montserrat)
- Sant Fabià i sant Sebastià, de Giovanni di Paolo (National Gallery, Londres)
- Retaule de la Mare de Déu, sant Fabià i sant Sebastià, de finals del segle xv, procedent de Portaspana (Graus) i atribuït a Pere Garcia de Benavarri (Museu de Lleida)
- Imatge al peu del reliquier de sant Fabià i sant Sebastià, obra de Felip Ros. Segle xvii (MUHBA)

## Imatges

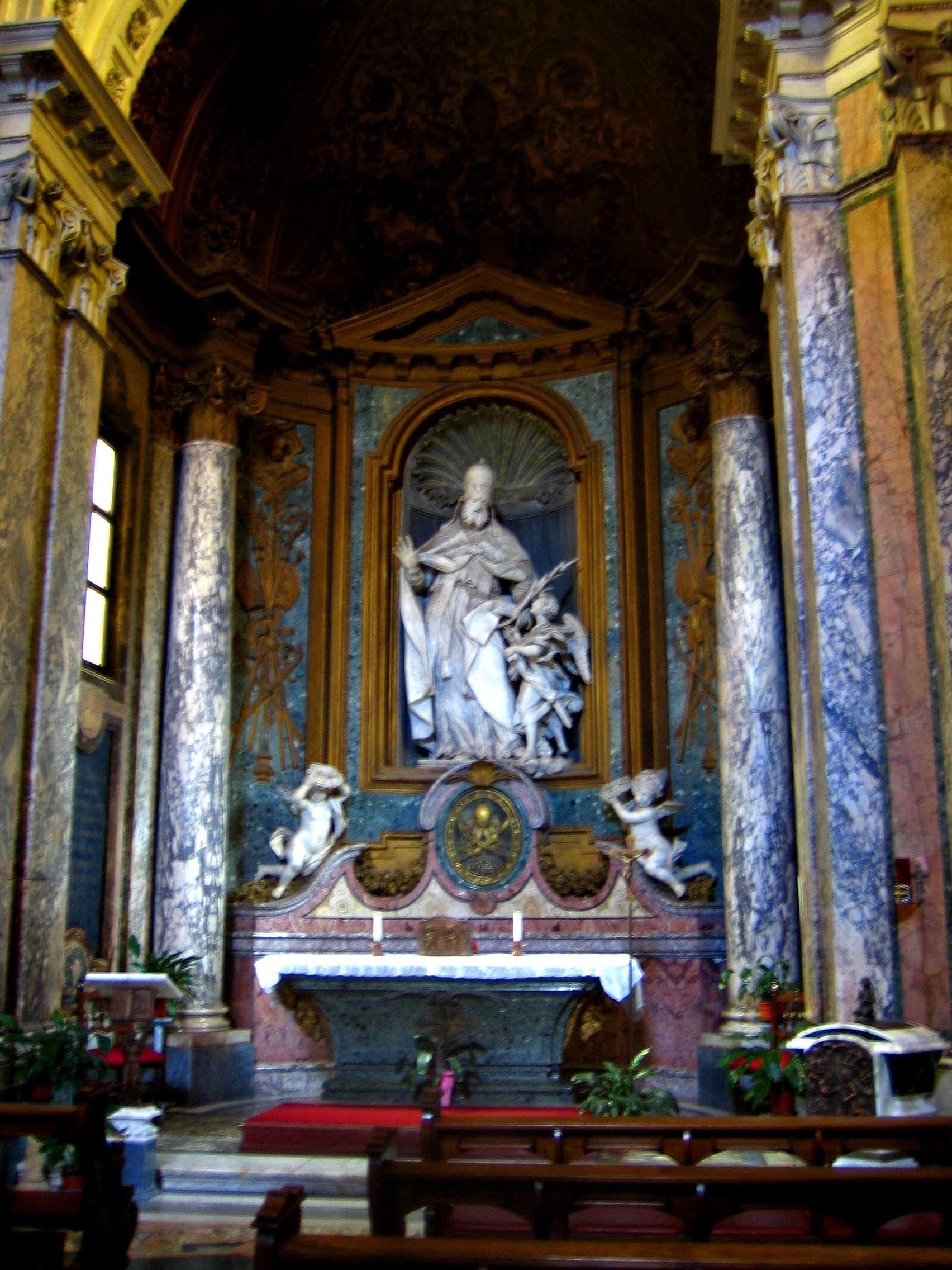
Capella Albani, a S. Sebastiano fuori le Mura, amb l'altar i les restes del papa Fabià
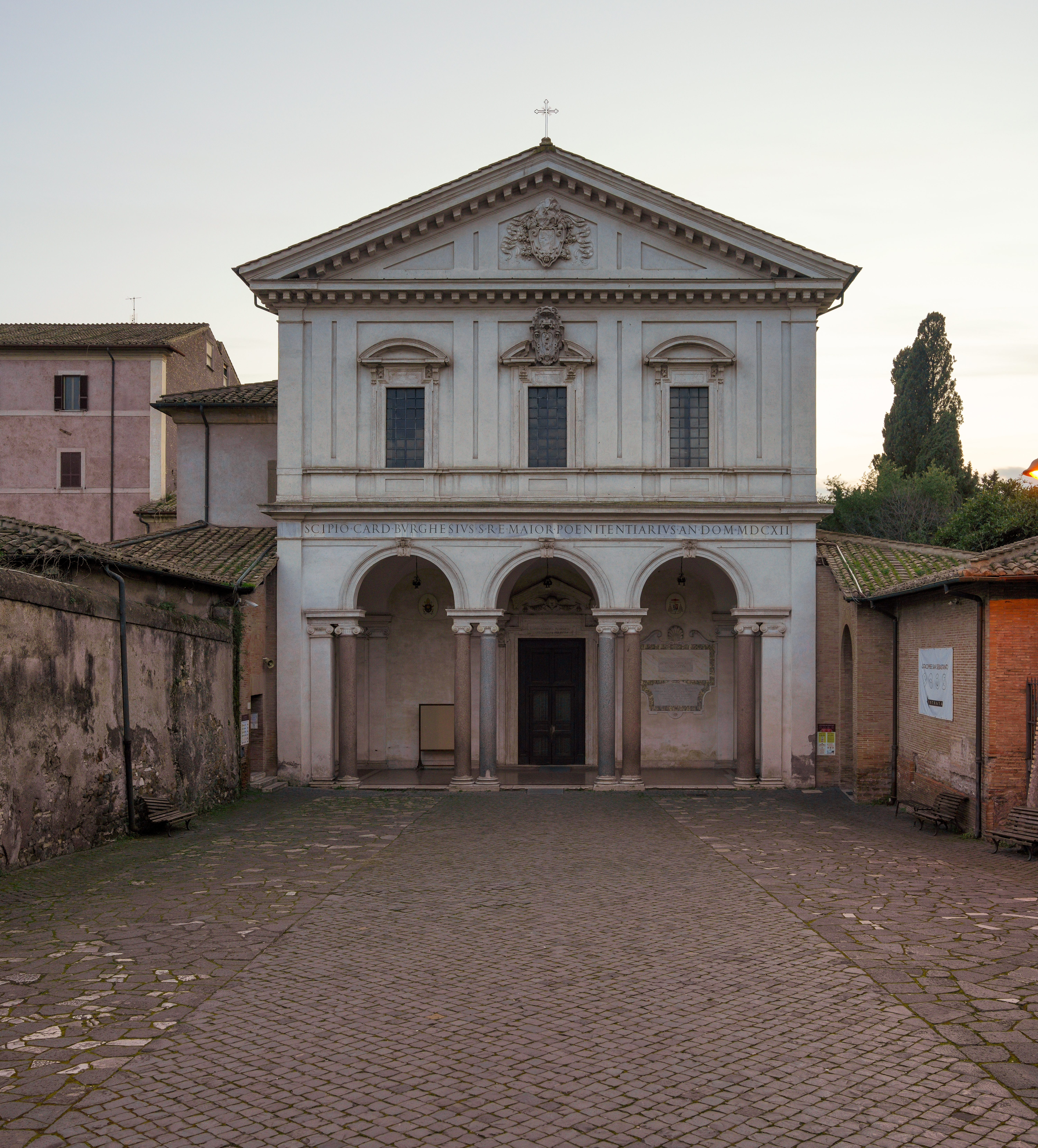
San Sebastiano fuori le mura (Roma)
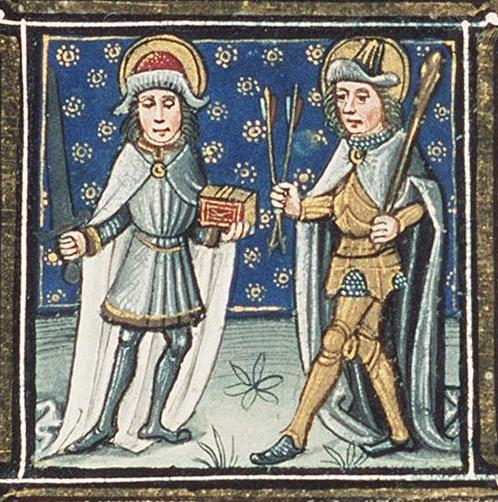
Sant Fabià sostenint un llibre i l'eina del seu martiri (espasa), acompanyat de sant Sebastià